# Laminaria yezoensis
Espèce
Laminaria yezoensis est une espèce d'algues brunes de la famille des Laminariaceae.